# 1441 Bolyai
1441 Bolyai è un asteroide della fascia principale del diametro medio di circa 15 km. Scoperto nel 1937, presenta un'orbita caratterizzata da un semiasse maggiore pari a 2,6313414 au e da un'eccentricità di 0,2399631, inclinata di 13,91768° rispetto all'eclittica.
L'asteroide è dedicato al matematico ungherese János Bolyai